# Lerești
Lerești est une commune roumaine située dans le județ d'Argeș.